# Branigan
Branigan é o álbum de estreia da cantora norte-americana Laura Branigan, lançado em 1982.[carece de fontes?] pela pela Atlantic Records. O single principal do álbum, "All Night with Me", alcançou a posição 69 na Billboard Hot 100 dos EUA, enquanto o segundo single, uma versão em inglês da canção "Gloria" do cantor italiano Umberto Tozzi, foi um sucesso comercial, levando Branigan a alcançar destaque internacional.

## Faixas

### Lado A
1. "All Night With Me" (Chris Montan) – 3:52
2. "Gloria" (Bigazzi, Umberto Tozzi, Trevor Veitch) – 4:50
3. "Lovin' You Baby" (Loveridge, Wonderling) – 4:34
4. "Living a Lie" (Neal, St. Nichlaus) – 3:41

### Lado B
1. "If You Loved Me" (Doctor, Warren) – 3:15
2. "Please Stay, Go Away" (Loveridge, Wonderling) – 3:33
3. "I Wish We Could Be Alone" (Branigan) – 3:18
4. "Down Like a Rock" (VanWarmer) – 3:34
5. "Maybe I Love You" (Mathieson, Sorrenti, Veitch) – 3:31

## Músicos
- Laura Branigan - voz e vocais
- Leland Sklar - baixo
- Bob Glaub - baixo
- Michael Landar - guitarra
- Steve Lukather - guitarra
- Greg Mathieson - teclados, sintetizadores, vocal de apoio
- Michael Boddicker - sintetizador, teclados, vocal de apoio
- Carlos Vega - bateria